# Folke Mandelius

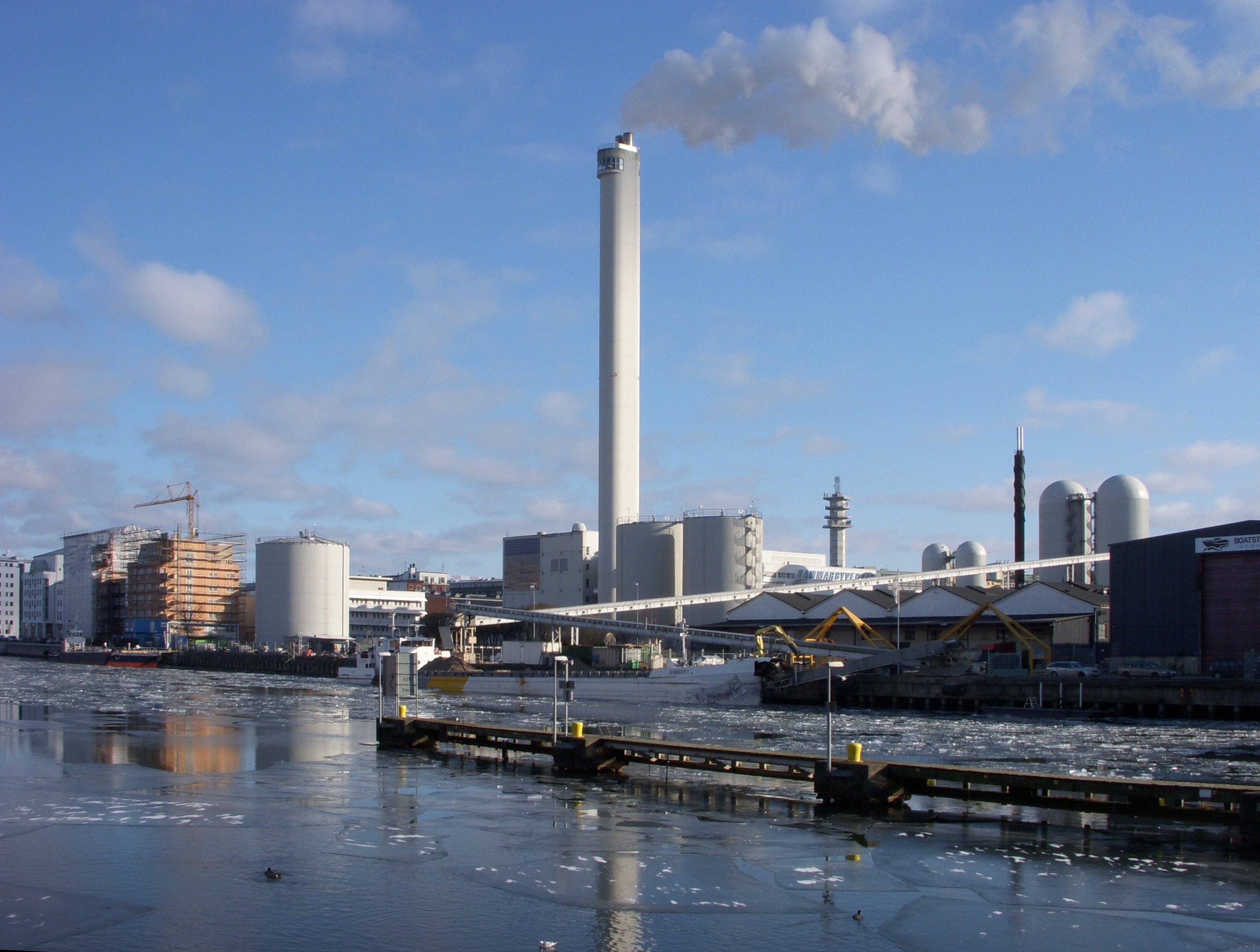
Hammarbyverket

Folke Lennart Mandelius, född 2 april 1929 i Göteborg, död 15 mars 2012 i Lidingö, var en svensk arkitekt. Han var son till Mandus Mandelius.
Efter studentexamen 1948 utexaminerades Mandelius från Chalmers tekniska högskola 1956. Han anställdes samma år hos arkitekterna Erik och Tore Ahlsén i Stockholm och var därefter anställd vid Anders Berg arkitektkontor AB från 1959.
Av Mandelius verk kan nämnas den tillsammans med Esbjörn Adamson ritade och 1975–77 uppförda L.M. Ericsson-byggnaden vid Kungens kurva. Åren 1984–87 uppfördes Hammarbyverket med Mandelius som ansvarig arkitekt. Här skapades vita byggnadsvolymer, som i sin komposition ger en beskrivning av processen som sker inom byggnaden; renat avloppsvatten driver ett antal värmepumpar som producerar fjärrvärme till Stockholm.